# Bahnkörper
Der Bahnkörper ist der grundlegende bauliche Teil der Bahnanlagen für Eisen- und Straßenbahnen und besteht aus dem Oberbau und dem ihn tragenden Unterbau.

## Bestandteile

Prinzipskizze Bahnkörper, links (A) ist ein Einschnitt dargestellt, rechts (B) ein Damm, (1) Oberbau, (2) Unterbau, (3) Untergrund, (4) Gleis, bestehend aus Schienen, Schienenbefestigung und Schienenunterstützung, (5) Bettung, (6) Planum, (7) Schutzschicht

Im Wesentlichen besteht der Bahnkörper aus dem Oberbau und dem Unterbau. Abhängig von deren Ausführung kann sich der Aufbau im Detail unterscheiden. Zum Oberbau gehören die Gleise (bestehend aus Schwellen, den darauf befestigten Schienen und Befestigungsmitteln) und die Bettung – meist aus Schotter oder als feste Fahrbahn. Die Standsicherheit des Oberbaus wird durch den Unterbau gewährleistet. Dieser besteht aus Erd-, Stütz- und Ingenieurbauwerken.
| Schichten                                                       | Stoffe                                                                                             | Stoffe                                                                                             | Bezeichnung der Unterkante der Schicht | Oberbegriff |
| Schichten                                                       | Schotteroberbau                                                                                    | Feste Fahrbahn                                                                                     | Bezeichnung der Unterkante der Schicht | Oberbegriff |
| --------------------------------------------------------------- | -------------------------------------------------------------------------------------------------- | -------------------------------------------------------------------------------------------------- | -------------------------------------- | ----------- |
| Gleis- und Weichenkonstruktion                                  | Schienen, Schwellen, Kleineisen                                                                    | Schienen, Befestigungspunkte, systemspezifische Tragschicht                                        | Schwellenunterkante                    | Oberbau     |
| Bettung                                                         | Gleisschotter                                                                                      | | Planum                                 | Oberbau     |
| Untere gebundene Tragschicht                                    | | Hydraulisch gebundene Tragschicht                                                                  | Planum                                 | Oberbau     |
| Schutzschichten wie Planumsschutzschicht und Frostschutzschicht | Mineralstoffgemisch, zum Teil in Kombination mit Dichtungsbahnen, Geotextilien, Schaumstoffplatten | Mineralstoffgemisch, zum Teil in Kombination mit Dichtungsbahnen, Geotextilien, Schaumstoffplatten | Erdplanum 1)                           | 1)          |
| Verbesserte Dammschüttung/verbesserter Untergrund               | Verbesserte Böden, Korngemische, Baustoffgemische                                                  | Verbesserte Böden, Korngemische, Baustoffgemische                                                  | Untergrundplanum                       | Unterbau    |
| Dammschüttung                                                   | Geschüttete Böden                                                                                  | Geschüttete Böden                                                                                  | Untergrundplanum                       | Unterbau    |
| Untergrund                                                      | Anstehender Boden                                                                                  | Anstehender Boden                                                                                  |                                        | Untergrund  |

## Bauarten im Straßenbahnbetrieb
§ 16 BOStrab unterscheidet für Deutschland drei verschiedene Bauarten von Bahnkörpern. Nach dem Gemeindeverkehrsfinanzierungsgesetz können Neubaustrecken nur dann gefördert werden, wenn sie mindestens besondere Bahnkörper erhalten.
Abhängig von gewählten Bauart werden unterschiedliche Trassierungsparameter (z. B. Bogenradius) angesetzt.

### Unabhängiger Bahnkörper

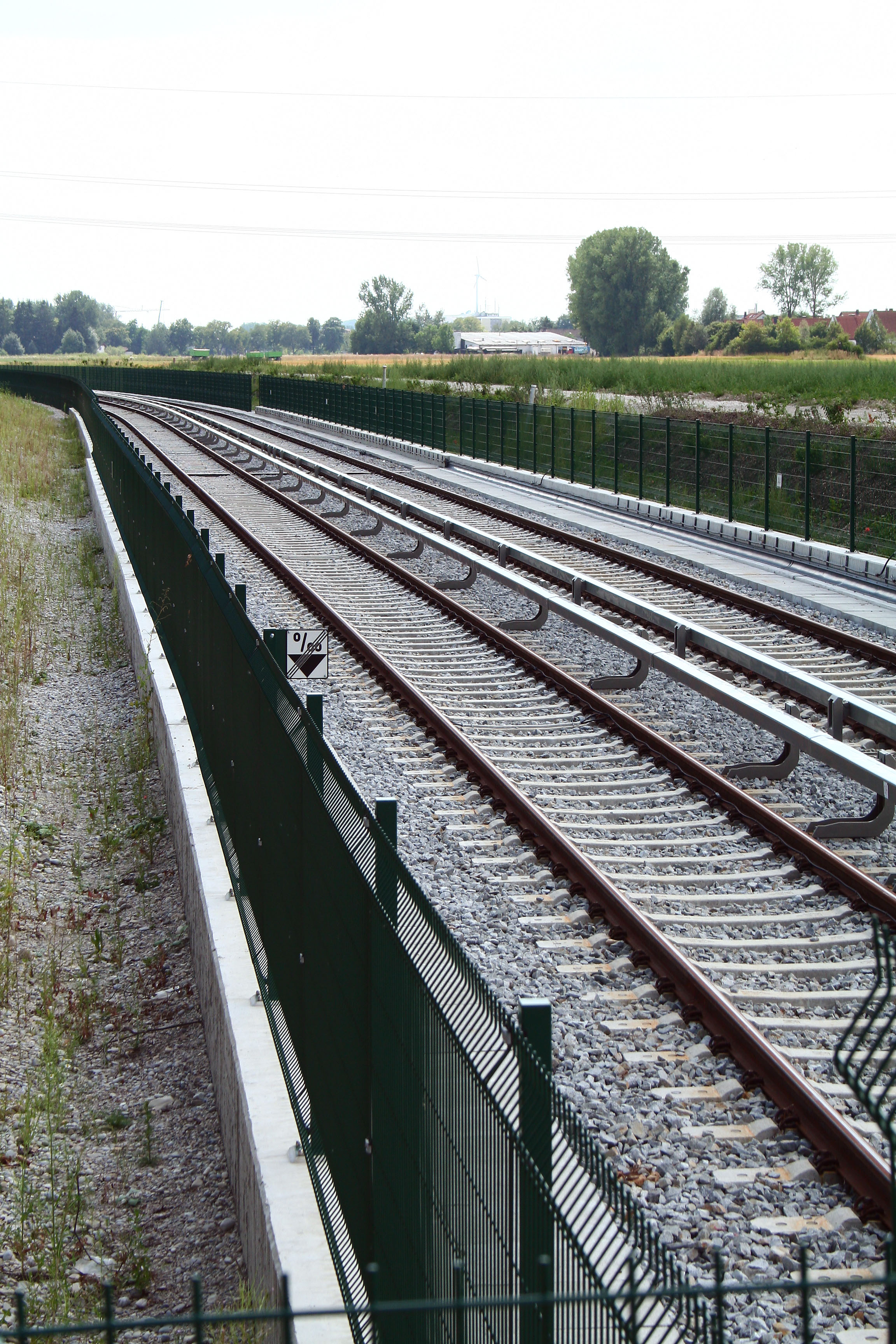
Unabhängiger Bahnkörper: Vorortstrecke der Münchener U-Bahn mit seitlichen Stromschienen

Unabhängige Bahnkörper sind solche Strecken, die aufgrund ihrer Lage und Bauart völlig getrennt vom übrigen Verkehr sind. Bahnübergänge sind möglich. U-Bahnen sind nach gängiger Definition komplett kreuzungsfrei und daher ausschließlich mit unabhängigen Bahnkörpern ausgestattet.

### Besonderer Bahnkörper

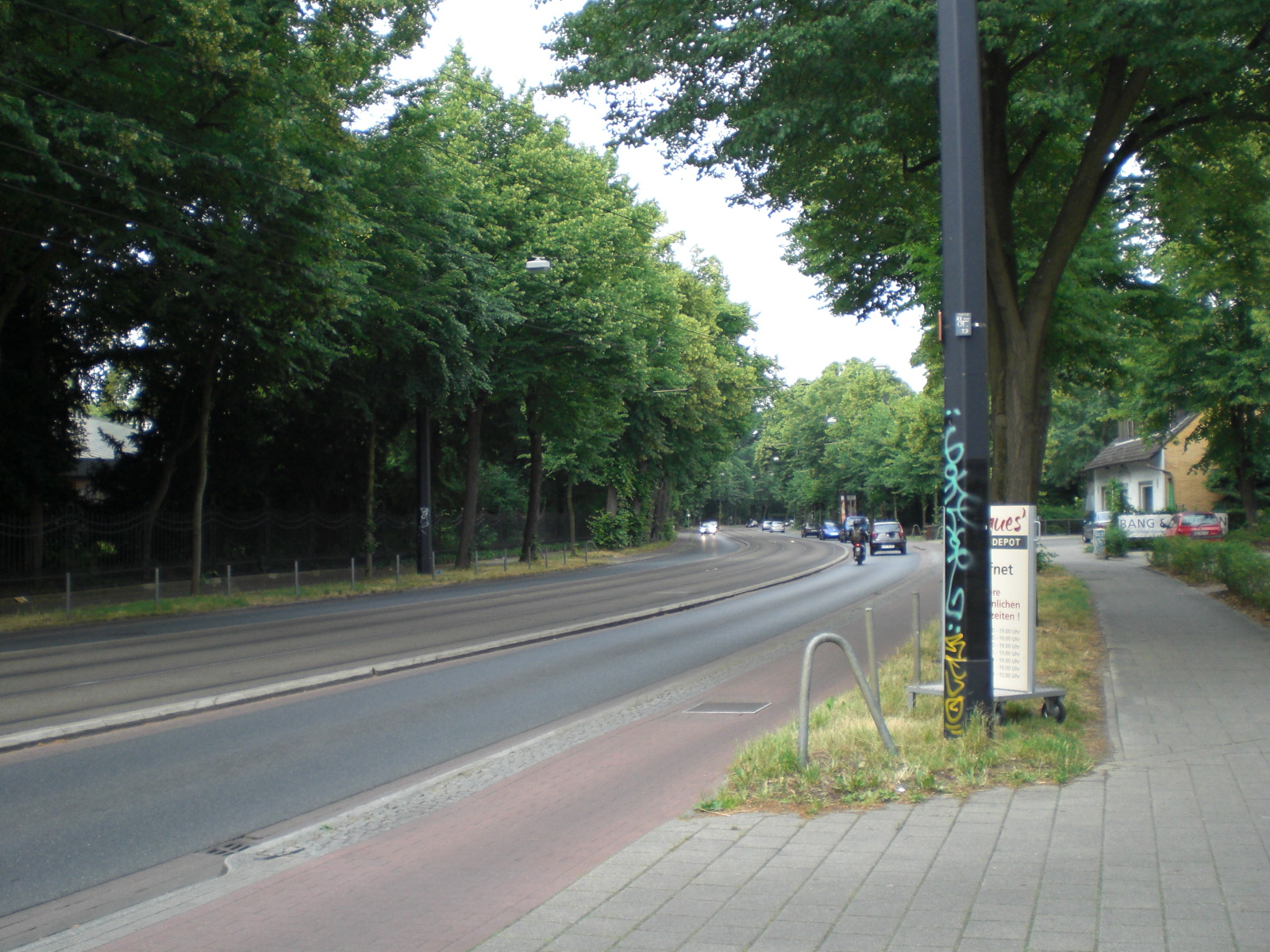
Gepflasterter Gleiskörper mit 45°-Borden zwischen einstreifigen Richtungsfahrbahnen in Bremen

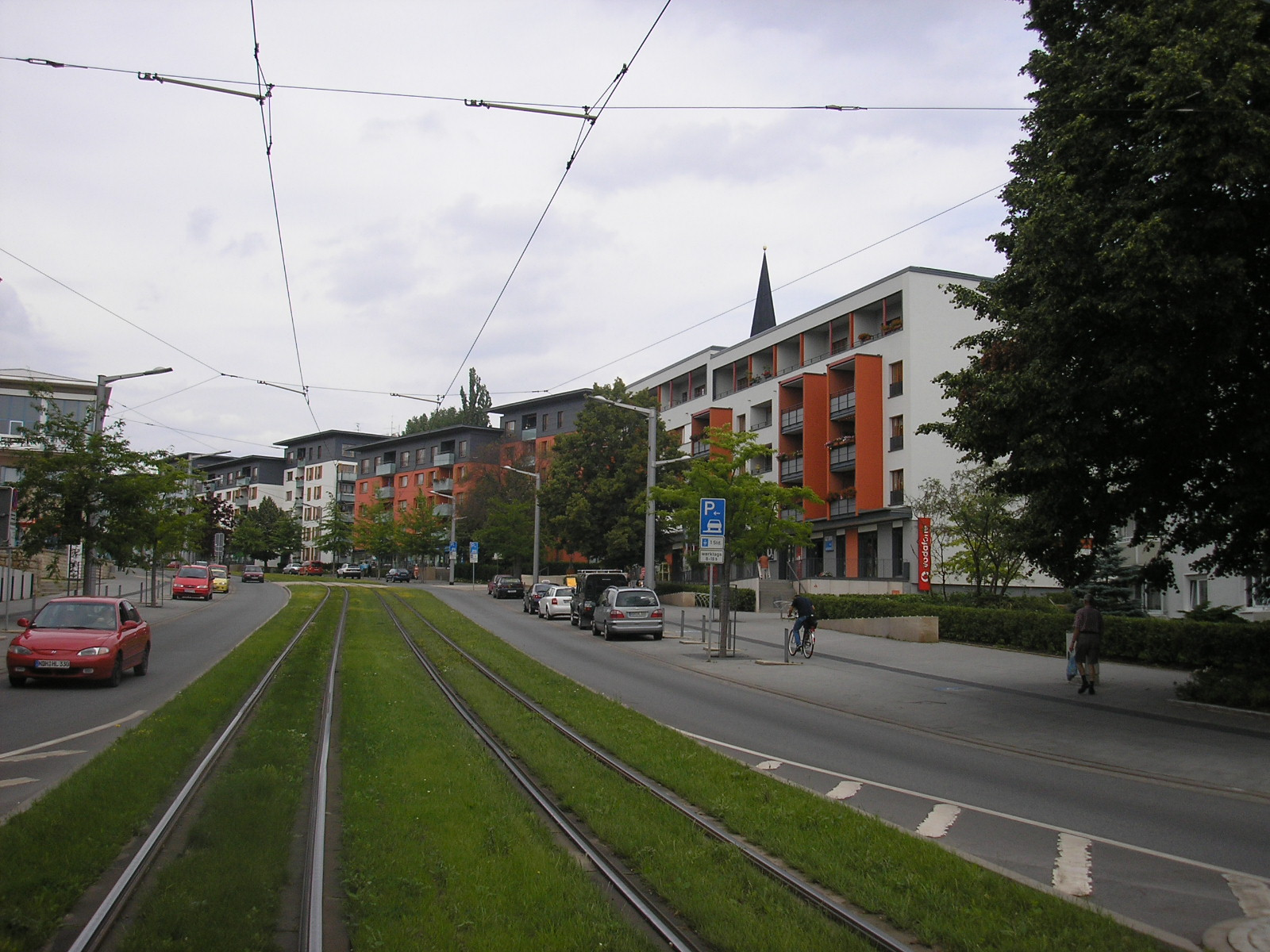
Besonderer Bahnkörper in Mittellage mit Rasengleis in Nordhausen

Besondere Bahnkörper liegen im Verkehrsraum öffentlicher Straßen, sind jedoch durch bauliche Maßnahmen (z. B. Bordsteine, Hecken oder Baumreihen) vom übrigen Verkehr getrennt. Bahnübergänge und Kreuzungen sind möglich. Stadtbahnen fahren in der Regel zumindest auf besonderen Bahnkörpern oder auf Trennstreifen.
Solche besonderen Bahnkörper können – oft als Überlandstraßenbahn – ein klassisches geschottertes Gleisbett haben. Alternative ist ein Rasengleis mit niedriger Pflanzendecke. Hier dient die Trasse als Grünfläche. Oder sie können gepflastert sein. Das ermöglicht zum einen, sie bei begrenztem Straßenraum auch zwischen einstreifigen Richtungsfahrbahnen einzurichten, wenn Rettungsfahrzeuge über einen 45°-Bord von der Fahrbahn auf den Gleiskörper ausweichen können.
Zum anderen können sie für die Mitbenutzung durch Linienbusse (siehe Busspur) ausgelegt werden, so dass auch diese am motorisierten Individualverkehr (MIV) vorbeigeführt werden können. Zu dem Vorteilen besonderer Bahnkörper zählen unter anderem die Möglichkeit hohe Beförderungsgeschwindigkeiten zu erreichen, die Steigerung der Kapazität der Strecke für Straßenbahn und MIV, sowie geringe Lärmbelastung bei Einsatz des Rasengleises. Gleichzeitig wird aufgrund der räumlichen Trennung beider Verkehrsarten mehr Breite im Querschnitt benötigt.
Es werden drei Arten in Abhängigkeit von der Lage unterschieden:
Besondere Bahnkörper in Mittellage: Der Bahnkörper ist in der Mitte des Querschnittes angeordnet – Regelfall für die Anwendung in Stadtstraßen. Besonders vorteilhaft sind besondere Bahnkörper in Mittellage in breiten Promenadenstraßen mit Alleencharakter. Nachteil ist, dass aufgrund der Lage der Bahnkörper häufig fälschlicherweise als Querungshilfe genutzt wird, weswegen genügend gesicherte Querungsmöglichkeiten geschaffen werden sollten.
Besondere Bahnkörper in Seitenlage: Der Bahnkörper liegt für beide Fahrtrichtungen auf einer Seite der Straße. Dies ist hinsichtlich des Unfallgeschehens auf der freien Strecke die sicherste Variante. Insbesondere am Rand von Grünanlagen ist diese Führungsform vorteilhaft, da der Bahnkörper optisch in diese eingegliedert wird. Als problematisch kann sich das Erreichen von Grundstücken erweisen, weswegen der Bahnkörper im Idealfall auf der Seite mit den wenigsten Grundstückszufahrten liegen sollte.
Besondere Bahnkörper in Randlage: Die Gleise werden für jede Fahrtrichtung getrennt und liegen beidseitig am Rand der Fahrbahn. Diese Führungsform ist in Deutschland eher unüblich, wird im Ausland hingegen häufiger eingesetzt (bspw. auf dem Universitätsring in Wien). Problem dieser Lage ist, dass zum Erreichen anliegender Grundstücke zwangsläufig der Bahnkörper gequert werden muss.

### Straßenbündiger Bahnkörper

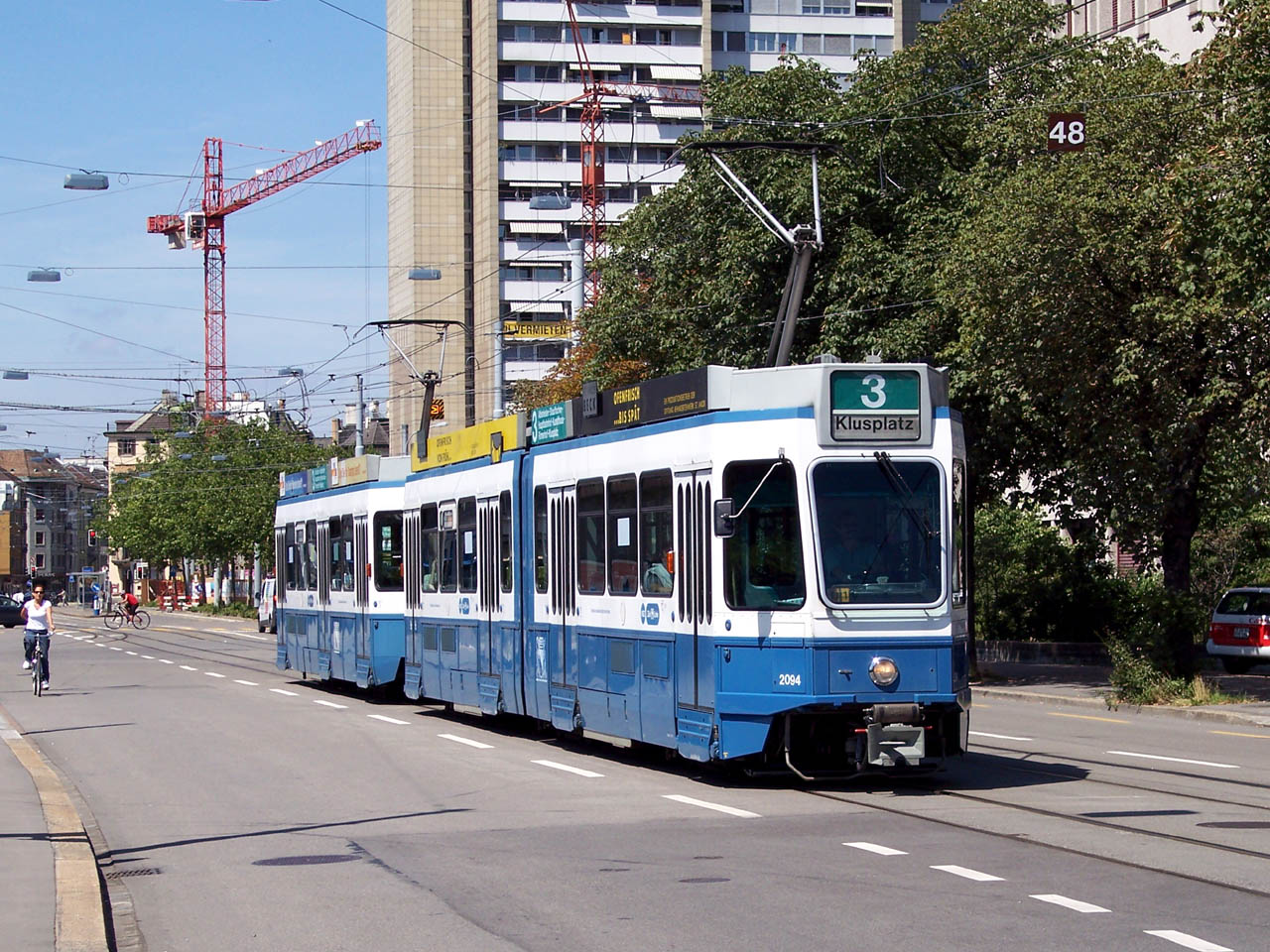
Straßenbündiger Bahnkörper: in die Fahrbahn eingebettete Gleise in Zürich

Straßenbündige Bahnkörper nutzen den Verkehrsraum anderer Verkehrsteilnehmer (Straße, Fußgängerzone). Sie sind typisches Merkmal von Straßenbahnen. Für die Bahnen gilt hier die Höchstgeschwindigkeit der anderen Verkehrsteilnehmer, die Fahrzeuge dürfen eine Länge von 75 m nicht überschreiten. Gleise straßenbündiger Bahnkörper sollen in der Mitte des Straßenquerschnittes liegen.
Allgemein ist der straßenbündige Bahnkörper gemäß BOStrab als Ausnahme zu verstehen, da Straßenbahnen unabhängige oder besondere Bahnkörper haben sollen. Hinzukommen betriebliche Nachteile, wie geringere Beförderungsgeschwindigkeit und Kapazität. Vorteil solcher Bahnkörper ist der geringere Flächenverbrauch.

## Entwässerung
Die Entwässerung des Bahnkörpers ist durch geeignete Maßnahmen sicherzustellen, um eine Durchfeuchtung des Bahnkörpers zu verhindern, was zu einer Verringerung der Tragfähigkeit und Stabilität des Bahnkörpers führen würde. Um Schäden am Bahnkörper durch extreme Wetterereignisse, wie beispielsweise Starkregen, vorzubeugen, muss für eine geeignete und ausreichende Entwässerung gesorgt werden.
Man unterscheidet zwischen offenen Entwässerungsanlagen und Tiefenentwässerung.
Das Planum und das Erdplanum werden mit einem Gefälle (in der Regel 5 %) ausgeführt, so dass der überwiegende Teil des Oberflächenwassers seitlich in offene Entwässerungsanlagen abgeleitet wird. Offene Entwässerungsanlagen können als Mulden und Gräben (sogenannte Bahngraben) ausgeführt werden.
Tiefenentwässerungen sind dagegen geschlossene, unterirdische Entwässerungsanlagen, die neben dem Oberflächenwasser auch Sicker- und Schichtenwasser fassen und ableiten. Tiefenentwässerungen können bei Bedarf auch zur Absenkung oder Haltung des Grundwasserspiegels eingesetzt werden. Sie werden als allseitig geschlitzte Sickerleitungen, sogenannte Vollsickerrohre, oder als nur oben geschlitzte Sicherleitungen, sogenannte Teilsickerrohre, ausgeführt und mindestens 0,6 m unterhalb des Planum verlegt.
Eine wichtige Voraussetzung für eine sichere und staufreie Ableitung des Oberflächenwassers sind regelmäßige Inspektionen und Instandhaltungsmaßnahmen an den Entwässerungsanlagen.

## Normen und Standards
- Straßenbahn-Bau- und Betriebsordnung (Verordnung über den Bau und Betrieb der Straßenbahnen – BOStrab)
- Merkblatt für die Ausführung von Verkehrsflächen in Gleisbereichen von Straßenbahnen (2006)
- Empfehlung für Anlagen des öffentlichen Personennahverkehrs [EAÖ] (2013)